# 359 Georgia
359 Georgia là một tiểu hành tinh ở vành đai chính. Nó được xếp loại tiểu hành tinh kiểu M. Nó do Auguste Charlois phát hiện ngày 10.3.1893 ở Nice, và được đặt theo tên vua George II của Anh.